# 駒形駅

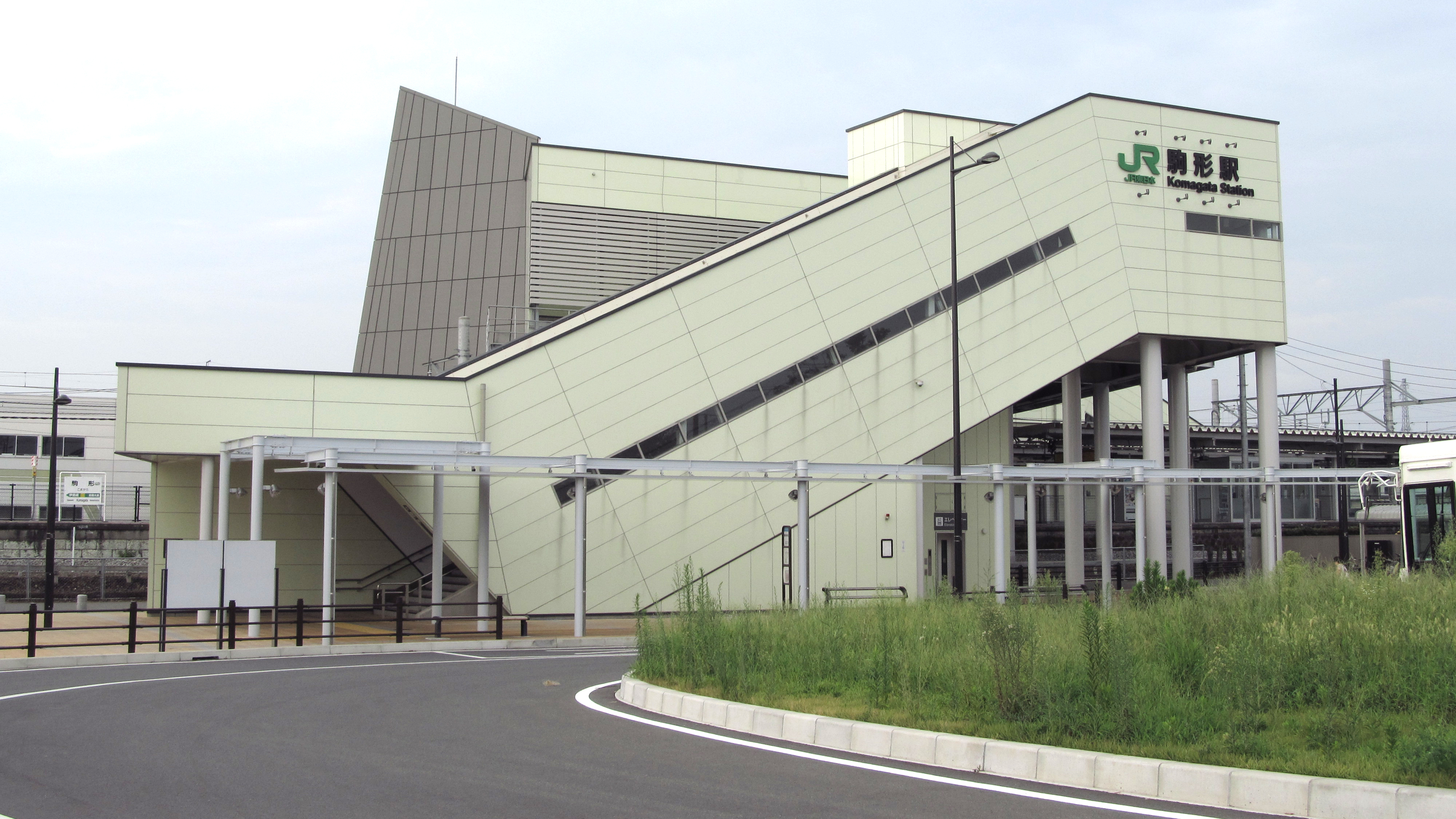
北口（2012年9月）

駒形駅（こまがたえき）は、群馬県前橋市小屋原町にある、東日本旅客鉄道（JR東日本）両毛線の駅である。

## 概要
前橋市南東部の城南地区、広瀬川と桃ノ木川の合流点北西部に位置する。当駅 - 前橋駅間は複線であり、当駅での上下線の列車交換も可能である。市街地は広瀬川南岸にあり、当駅から南西に1km程離れている。前橋市内の駅としては最南端に位置している。

## 歴史

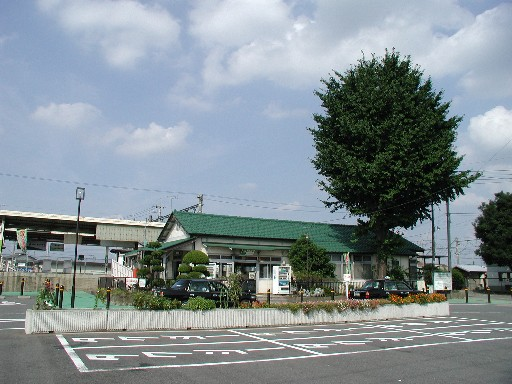
旧南口（2006年8月）

- 1889年（明治22年）11月20日：両毛鉄道の駅（旅客のみ取扱）として開設[1]。
- 1897年（明治30年）1月1日：日本鉄道に譲渡。
- 1903年（明治36年）頃：貨物取扱開始[2]。
- 1906年（明治39年）11月1日：日本鉄道国有化[2]。官設鉄道に移管。
- 1949年（昭和24年）6月1日：公共企業体日本国有鉄道（国鉄）発足に伴い、その所属となる。
- 1961年（昭和36年）10月1日：貨物取扱廃止[2]。
- 1984年（昭和59年）2月1日：荷物扱い廃止[2]。
- 1987年（昭和62年）4月1日：国鉄分割民営化に伴い、東日本旅客鉄道（JR東日本）の駅となる[2]。
- 2001年（平成13年）11月18日：ICカードSuica供用開始。
- 2011年（平成23年）3月26日：新橋上駅舎使用開始。合わせて自動改札機設置。
- 2021年（令和3年）11月30日：みどりの窓口営業終了[3]。

## 駅構造
単式ホーム1面1線と島式ホーム1面2線、計2面3線を有する地上駅。但し、2番線は旅客列車発着には使われないため柵で封鎖されており、1・3番線のみで乗降扱いを行う。橋上駅舎を備える。
JR東日本ステーションサービス（2015年（平成27年）6月30日まではJR高崎鉄道サービス）が駅業務を受託する業務委託駅（前橋駅管理）である。
- 自動券売機はSuica対応型が2台設置されている。
- 橋上駅化してから、Suica対応自動改札機、電光掲示板、自動精算機が設置されている。以前の駅舎のころは簡易Suica改札機が設置されていた。

### 南口
- 有料駐車場（自動料金システム）と有料駐輪場（係員配置、営業時間6時 - 22時）がある。
- タクシーが常駐している。
- 改札階とのエレベーターが設置されている。

### 北口
- 前橋市営の無料駐輪場（無人）及び、駅ロータリー内にも自転車置き場がある。
- 駅舎改築に合わせて北口広場が整備され、車進入が可能となった。路線バスも乗入れている[1]（後述）。
- 改札階とのエレベーターが設置されている。

### のりば
| 番線 | 路線    | 方向 | 行先                         |
| ---- | ------- | ---- | ---------------------------- |
| 1    | ■両毛線 | 上り | 前橋・新前橋・高崎方面       |
| 2    | □両毛線 | -    | （回送列車等のみのため閉鎖） |
| 3    | ■両毛線 | 下り | 伊勢崎・桐生・小山方面       |

（出典：JR東日本:駅構内図）

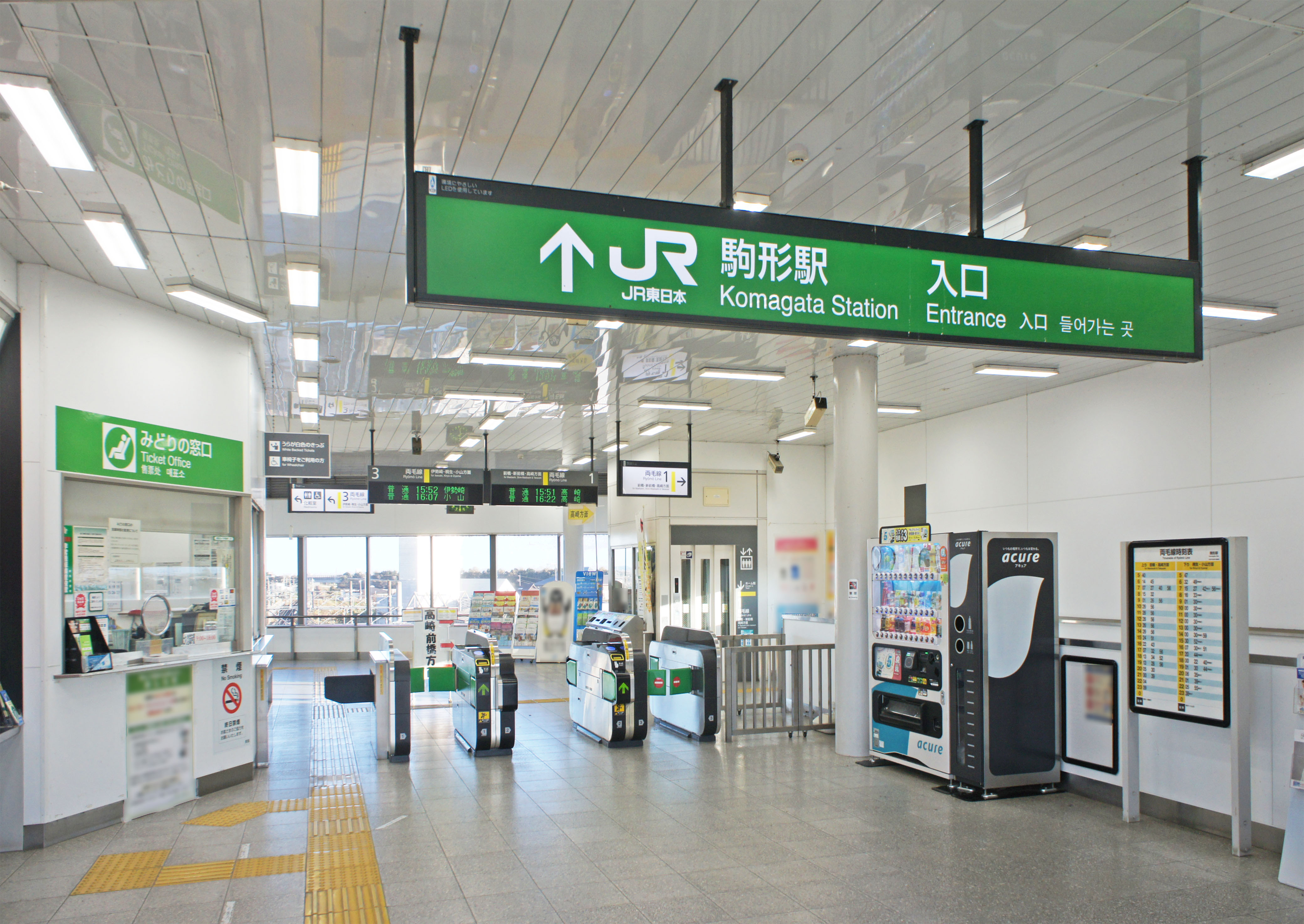
改札口（2021年11月）
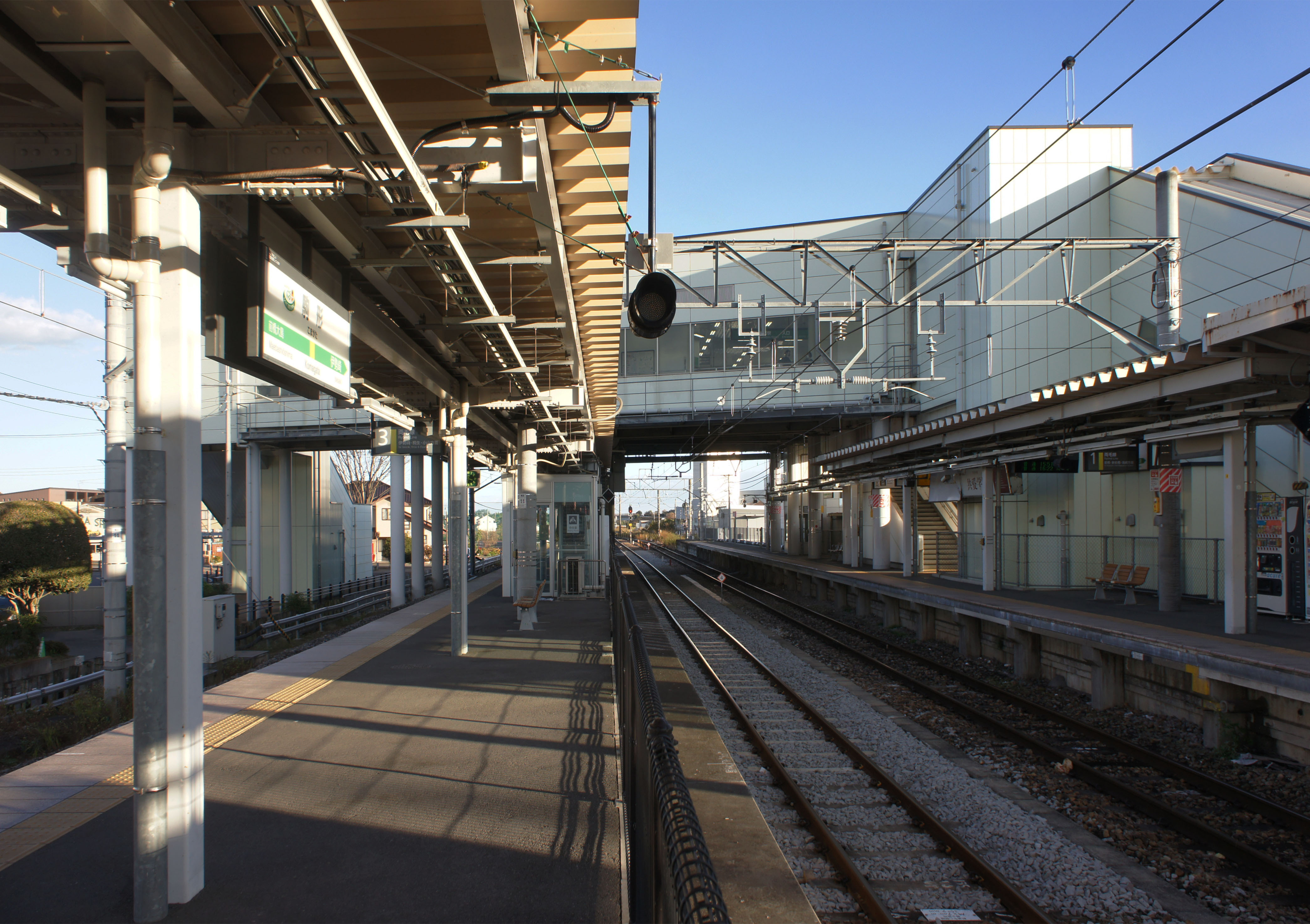
ホーム（2021年11月）

## 利用状況
JR東日本によると、2023年度（令和5年度）の1日平均乗車人員は2,677人である。駅周辺に後述する学校が多いことから、通学時間帯は学生の利用がみられる。
2000年度（平成12年度）以降の推移は以下の通り。
| 乗車人員推移       | 乗車人員推移     | 乗車人員推移    |
| 年度               | 1日平均 乗車人員 | 出典            |
| ------------------ | ---------------- | --------------- |
| 2000年（平成12年） | 2,753            | [ 利用客数 2 ]  |
| 2001年（平成13年） | 2,729            | [ 利用客数 3 ]  |
| 2002年（平成14年） | 2,589            | [ 利用客数 4 ]  |
| 2003年（平成15年） | 2,661            | [ 利用客数 5 ]  |
| 2004年（平成16年） | 2,688            | [ 利用客数 6 ]  |
| 2005年（平成17年） | 2,682            | [ 利用客数 7 ]  |
| 2006年（平成18年） | 2,668            | [ 利用客数 8 ]  |
| 2007年（平成19年） | 2,622            | [ 利用客数 9 ]  |
| 2008年（平成20年） | 2,697            | [ 利用客数 10 ] |
| 2009年（平成21年） | 2,645            | [ 利用客数 11 ] |
| 2010年（平成22年） | 2,614            | [ 利用客数 12 ] |
| 2011年（平成23年） | 2,640            | [ 利用客数 13 ] |
| 2012年（平成24年） | 2,723            | [ 利用客数 14 ] |
| 2013年（平成25年） | 2,887            | [ 利用客数 15 ] |
| 2014年（平成26年） | 2,771            | [ 利用客数 16 ] |
| 2015年（平成27年） | 2,850            | [ 利用客数 17 ] |
| 2016年（平成28年） | 2,862            | [ 利用客数 18 ] |
| 2017年（平成29年） | 2,930            | [ 利用客数 19 ] |
| 2018年（平成30年） | 2,998            | [ 利用客数 20 ] |
| 2019年（令和元年） | 2,939            | [ 利用客数 21 ] |
| 2020年（令和02年） | 2,210            | [ 利用客数 22 ] |
| 2021年（令和03年） | 2,468            | [ 利用客数 23 ] |
| 2022年（令和04年） | 2,624            | [ 利用客数 24 ] |
| 2023年（令和05年） | 2,677            | [ 利用客数 1 ]  |

## 橋上駅舎化及び北口広場整備
前橋市により、当駅の橋上駅舎化及び北口広場整備が「良好で人にやさしい都市基盤の整備」として計画され、2009年（平成21年）11月に着工した。駅舎は2011年（平成23年）3月26日から、北口広場は同年7月4日から正式に供用が開始された。橋上化後の北口は旧北口駅舎から20m程小山方にあり、駅前広場も整備された。2011年（平成23年）9月から定期運行のバスが北口広場に乗入れている。

## 駅周辺
- 北関東自動車道 駒形IC
- 群馬県道2号前橋館林線
- 群馬県道27号高崎駒形線
- 群馬県道40号藤岡大胡線
- 群馬県道104号駒形柴町線
- 群馬県道110号駒形停車場線
- 群馬県立前橋東高等学校
- 学校法人共愛学園
  - こども園
  - 小学校
  - 中学校・高等学校
  - 前橋国際大学
  - 前橋国際大学ゲストハウス
- 山崎学園
  - 東日本デザイン&コンピュータ専門学校
  - 東日本ホテルトラベル専門学校
  - 東日本栄養医薬専門学校
  - 群馬調理師専門学校
  - 東日本製菓技術専門学校
- 日建学院群馬校
- JA前橋木瀬支所小屋原出張所
- 社会福祉法人前光会身体障害者療護施設青空
- 前橋市立駒形小学校
- 前橋市立笂井小学校
- NTTドコモ群馬支店
- ガーデン前橋（ショッピングモール）
- ヤマダデンキテックランド駒形バイパス店（北西へ徒歩10分)
- 前橋東郵便局

## 隣の駅
東日本旅客鉄道（JR東日本）
■両毛線
伊勢崎駅 - 駒形駅 - 前橋大島駅
1987年（昭和62年）までは伊勢崎駅との間に下増田駅があった。

### 記事本文
1. 1 2 3 4 5 6 7 8  『週刊 JR全駅・全車両基地』 12号 大宮駅・野辺山駅・川原湯温泉駅ほか、朝日新聞出版〈週刊朝日百科〉、2012年10月28日、23頁。
2. 1 2 3 4 5 6  石野哲（編）『停車場変遷大事典 国鉄・JR編 Ⅱ』（初版）JTB、1998年10月1日、461頁。ISBN 978-4-533-02980-6。
3. ↑  “JR東日本路線図(関東)：JR東日本”.   東日本旅客鉄道. 2021年11月23日時点のオリジナルよりアーカイブ。2021年11月23日閲覧。
4. 1 2  “駅構内図（駒形駅）”.   東日本旅客鉄道. 2019年11月24日閲覧。

### 利用状況
1. 1 2  “各駅の乗車人員（2023年度）”.   東日本旅客鉄道. 2024年7月21日閲覧。
2. ↑  “各駅の乗車人員（2000年度）”.   東日本旅客鉄道. 2019年3月22日閲覧。
3. ↑  “各駅の乗車人員（2001年度）”.   東日本旅客鉄道. 2019年3月22日閲覧。
4. ↑  “各駅の乗車人員（2002年度）”.   東日本旅客鉄道. 2019年3月22日閲覧。
5. ↑  “各駅の乗車人員（2003年度）”.   東日本旅客鉄道. 2019年3月22日閲覧。
6. ↑  “各駅の乗車人員（2004年度）”.   東日本旅客鉄道. 2019年3月22日閲覧。
7. ↑  “各駅の乗車人員（2005年度）”.   東日本旅客鉄道. 2019年3月22日閲覧。
8. ↑  “各駅の乗車人員（2006年度）”.   東日本旅客鉄道. 2019年3月22日閲覧。
9. ↑  “各駅の乗車人員（2007年度）”.   東日本旅客鉄道. 2019年3月22日閲覧。
10. ↑  “各駅の乗車人員（2008年度）”.   東日本旅客鉄道. 2019年3月22日閲覧。
11. ↑  “各駅の乗車人員（2009年度）”.   東日本旅客鉄道. 2019年3月22日閲覧。
12. ↑  “各駅の乗車人員（2010年度）”.   東日本旅客鉄道. 2019年3月22日閲覧。
13. ↑  “各駅の乗車人員（2011年度）”.   東日本旅客鉄道. 2019年3月22日閲覧。
14. ↑  “各駅の乗車人員（2012年度）”.   東日本旅客鉄道. 2019年3月22日閲覧。
15. ↑  “各駅の乗車人員（2013年度）”.   東日本旅客鉄道. 2019年3月22日閲覧。
16. ↑  “各駅の乗車人員（2014年度）”.   東日本旅客鉄道. 2019年3月22日閲覧。
17. ↑  “各駅の乗車人員（2015年度）”.   東日本旅客鉄道. 2019年3月22日閲覧。
18. ↑  “各駅の乗車人員（2016年度）”.   東日本旅客鉄道. 2019年3月22日閲覧。
19. ↑  “各駅の乗車人員（2017年度）”.   東日本旅客鉄道. 2019年3月22日閲覧。
20. ↑  “各駅の乗車人員（2018年度）”.   東日本旅客鉄道. 2019年7月5日閲覧。
21. ↑  “各駅の乗車人員（2019年度）”.   東日本旅客鉄道. 2020年7月12日閲覧。
22. ↑  “各駅の乗車人員（2020年度）”.   東日本旅客鉄道. 2021年7月24日閲覧。
23. ↑  “各駅の乗車人員（2021年度）”.   東日本旅客鉄道. 2022年8月7日閲覧。
24. ↑  “各駅の乗車人員（2022年度）”.   東日本旅客鉄道. 2023年7月9日閲覧。